# RB Leipzig in het seizoen 2022/23
Het seizoen 2022/2023 was het 14e jaar in het bestaan van de Duitse voetbalclub RB Leipzig. De ploeg kwam uit in de Bundesliga en eindigde op een derde plaats. In het toernooi om de DFB Pokal werd in de finale gewonnen van Eintracht Frankfurt. De bekerwinst in het vorige seizoen betekende dat de club mocht spelen voor de Duitse supercup. De wedstrijd ging met 5–3 verloren tegen FC Bayern München. Na het behalen van de vierde plaats in het vorige seizoen nam de club deel aan de Champions League. De groepsfase werd afgesloten op de tweede plaats wat betekende dat er na de winterstop werd meegedaan in de knock-outrondes. Hierin werd in de achtste finale over twee wedstrijden verloren van Manchester City FC met 8–1.

## Wedstrijdstatistieken

### Bundesliga
|       | FC Augsburg | Hertha BSC | 1. FC Union Berlin | VfL Bochum | Werder Bremen | Borussia Dortmund | Eintracht Frankfurt | SC Freiburg | TSG 1899 Hoffenheim | 1. FC Köln | Bayer 04 Leverkusen | 1. FSV Mainz 05 | Borussia Mönchengladbach | FC Bayern München | Schalke 04 | VfB Stuttgart | VfL Wolfsburg |
| ----- | ----------- | ---------- | ------------------ | ---------- | ------------- | ----------------- | ------------------- | ----------- | ------------------- | ---------- | ------------------- | --------------- | ------------------------ | ----------------- | ---------- | ------------- | ------------- |
| Thuis | 3 – 2       | 3 – 2      | 1 – 2              | 4 – 0      | 2 – 1         | 3 – 0             | 2 – 1               | 3 – 0       | 1 – 0               | 2 – 2      | 2 – 0               | 0 – 3           | 3 – 0                    | 1 – 1             | 4 – 2      | 2 – 1         | 2 – 0         |
| Uit   | 3 – 3       | 0 – 1      | 2 – 1              | 1 – 0      | 1 – 2         | 2 – 1             | 4 – 0               | 0 – 1       | 1 – 3               | 0 – 0      | 2 – 0               | 1 – 1           | 3 – 0                    | 1 – 3             | 1 – 6      | 1 – 1         | 0 – 3         |

### DFB Pokal
| 1e ronde                                         | FC Teutonia Ottensen                                              | 0 – 8 (0 – 4) | RB Leipzig                                                                                            |
| Plaats: Leipzig Red Bull Arena                   |                                                                   |               | 19', 20', 43' Timo Werner 40', 53' André Silva 56' Emil Forsberg 77' Christopher Nkunku 80' Dani Olmo |
| 2e ronde                                         | RB Leipzig                                                        | 4 – 0 (2 – 0) | Hamburger SV                                                                                          |
| Plaats: Leipzig Red Bull Arena                   | Yussuf Poulsen 33', 36' Mohamed Simakan 69' Benjamin Henrichs 81' |               | |
| Achtste finale                                   | RB Leipzig                                                        | 3 – 1 (2 – 0) | TSG 1899 Hoffenheim                                                                                   |
| Plaats: Leipzig Red Bull Arena                   | Emil Forsberg 8' Konrad Laimer 41' Timo Werner 83'                |               | 76' Kasper Dolberg                                                                                    |
| Kwartfinale                                      | RB Leipzig                                                        | 2 – 0 (1 – 0) | Borussia Dortmund                                                                                     |
| Plaats: Leipzig Red Bull Arena                   | Timo Werner 22' Willi Orbán 90+8'                                 |               | |
| Halve finale                                     | SC Freiburg                                                       | 1 – 5 (0 – 4) | RB Leipzig                                                                                            |
| Plaats: Freiburg im Breisgau Europa-Park Stadion | Michael Gregoritsch 75'                                           |               | 13' Dani Olmo 14'Benjamin Henrichs 37', 90+7' (pen.) Dominik Szoboszlai 45' Christopher Nkunku        |
| Finale                                           | RB Leipzig                                                        | 2 – 0 ( – 0)  | Eintracht Frankfurt                                                                                   |
| Plaats: Berlijn Olympiastadion                   | Christopher Nkunku 71' Dominik Szoboszlai 85'                     |               | |

### DFL-Supercup
| Finale                         | RB Leipzig                                                         | 3 – 5 (0 – 3) | FC Bayern München                                                                      |
| Plaats: Leipzig Red Bull Arena | Marcel Halstenberg 60' Christopher Nkunku 77' (pen.) Dani Olmo 89' |               | 14' Jamal Musiala 31' Sadio Mané 45' Benjamin Pavard 66' Serge Gnabry 90+8' Leroy Sané |

### Champions League

#### Groepsfase
| Groepsfase                               | RB Leipzig                                                | 1 – 4 (0 – 1) | FK Sjachtar Donetsk                                                                   |
| Plaats: Leipzig Red Bull Arena           | Mohamed Simakan 57'                                       |               | 16', 58' Shved 76'Mykhailo Mudryk 85'Lassina Traoré                                   |
| Groepsfase                               | Real Madrid CF                                            | 2 – 0 (0 – 0) | RB Leipzig                                                                            |
| Plaats: Madrid Estadio Santiago Bernabéu | Federico Valverde 80' Marco Asensio 90+1'                 |               |                                                                                       |
| Groepsfase                               | RB Leipzig                                                | 3 – 1 (1 – 0) | Celtic FC                                                                             |
| Plaats: Glasgow Celtic Park              | Christopher Nkunku 27' André Silva 64', 77'               |               | 47'Jota                                                                               |
| Groepsfase                               | Celtic FC                                                 | 0 – 2 (0 – )  | RB Leipzig                                                                            |
| Plaats: Leipzig Red Bull Arena           |                                                           |               | 75' Timo Werner 84' Emil Forsberg                                                     |
| Groepsfase                               | RB Leipzig                                                | 3 – 2 (2 – 1) | Real Madrid CF                                                                        |
| Plaats: Leipzig Red Bull Arena           | Josko Gvardiol 13' Christopher Nkunku 18' Timo Werner 81' |               | 44' Vinícius Júnior 90+3' (pen.)Rodrygo                                               |
| Groepsfase                               | FK Sjachtar Donetsk                                       | 0 – 4 (0 – )  | RB Leipzig                                                                            |
| Plaats: Warschau Wojska Polskiegostadion |                                                           |               | 10'Christopher Nkunku 50' André Silva 62' Dominik Szoboszlai 68' (e.d.)Valeriy Bondar |

#### Knock-outfase

##### Achtste finale
| Achtste finale                    | RB Leipzig                                                                               | 1 – 1 (0 – 1) | Manchester City FC | Opstelling RB Leipzig: |
| Plaats: Leipzig Red Bull Arena    | Joško Gvardiol 70'                                                                       |               | 27' Riyad Mahrez   | Blaswich, Halstenberg ( 89' Raum), Gvardiol, Orbán, Klostermann ( 46' Henrichs), Schlager ( 82' Haidara), Laimer, Werner, Forsberg ( 66' Nkunku), Szoboszlai, Silva ( 82' Poulsen) |
| Achtste finale                    | Manchester City FC                                                                       | 7 – 0 (3 – 0) | RB Leipzig         | Opstelling RB Leipzig: |
| Plaats: Manchester Etihad Stadium | Erling Haaland 22' (pen.), 24', 45+2', 53', 57' İlkay Gündoğan 49' Kevin De Bruyne 90+2' |               |                    | Blaswich, Raum, Gvardiol, Orbán, Henrichs ( 80' Klostermann), Kampl, Haidara ( 63' Simakan), Szoboszlai ( 72' Olmo), Forsberg ( 62' Silva), Laimer, Werner ( 62' Poulsen)          |

## Statistieken RB Leipzig 2022/2023

### Eindstand RB Leipzig in de Bundesliga 2022 / 2023
| Stand | Gespeeld | Gewonnen | Gelijk | Verloren | Punten | Doelpunten voor | Doelpunten tegen | Gele kaarten | Rode kaarten |
| ----- | -------- | -------- | ------ | -------- | ------ | --------------- | ---------------- | ------------ | ------------ |
| 3e    | 34       | 20       | 6      | 8        | 66     | 64              | 41               | 68           | 2            |

### Topscorers
| #      | Naam               | Goal |
| ------ | ------------------ | ---- |
| 1.     | Christopher Nkunku | 13   |
| 2.     | Timo Werner        | 9    |
| 3.     | Emil Forsberg      | 6    |
| 4.     | André Silva        | 4    |
| 4.     | Dominik Szoboszlai | 4    |
| 6.     | Willi Orbán        | 3    |
| 7.     | Amadou Haidara     | 2    |
| 7.     | Benjamin Henrichs  | 2    |
| 7.     | Dani Olmo          | 2    |
| 10.    | Abdou Diallo       | 1    |
| 10.    | Yussuf Poulsen     | 1    |
| 10.    | Mohamed Simakan    | 1    |
| 10.    | Konrad Laimer      | 1    |
| 10.    | Joško Gvardiol     | 1    |
| 10.    | Marcel Halstenberg | 1    |
| 10.    | Xaver Schlager     | 1    |
| 10.    | Kevin Kampl        | 1    |
| 10.    | Hugo Novoa         | 1    |
| Totaal | Totaal             | 72   |

| #      | Naam               | Goal |
| ------ | ------------------ | ---- |
| 1.     | Timo Werner        | 5    |
| 2.     | Emil Forsberg      | 2    |
| 2.     | Benjamin Henrichs  | 2    |
| 2.     | Christopher Nkunku | 2    |
| 2.     | Dani Olmo          | 2    |
| 2.     | Yussuf Poulsen     | 2    |
| 2.     | André Silva        | 2    |
| 2.     | Dominik Szoboszlai | 2    |
| 9.     | Konrad Laimer      | 1    |
| 9.     | Willi Orbán        | 1    |
| 9.     | Mohamed Simakan    | 1    |
| Totaal | Totaal             | 22   |

| #      | Naam               | Goal |
| ------ | ------------------ | ---- |
| 1.     | Marcel Halstenberg | 1    |
| 1.     | Christopher Nkunku | 1    |
| 1.     | Dani Olmo          | 1    |
| Totaal | Totaal             | 3    |

| #              | Naam                                 | Goal |
| -------------- | ------------------------------------ | ---- |
| 1.             | Christopher Nkunku                   | 3    |
| 1.             | André Silva                          | 3    |
| 3.             | Joško Gvardiol                       | 2    |
| 3.             | Timo Werner                          | 2    |
| 5.             | Emil Forsberg                        | 1    |
| 5.             | Mohamed Simakan                      | 1    |
| 5.             | Dominik Szoboszlai                   | 1    |
| Eigen doelpunt |                                      |      |
| 1.             | Valeriy Bondar (FK Sjachtar Donetsk) | 1    |
| Totaal         | Totaal                               | 14   |

### Kaarten
| #      | Naam               | Kreeg geel |
| ------ | ------------------ | ---------- |
| 1.     | Benjamin Henrichs  | 8          |
| 1.     | Kevin Kampl        | 8          |
| 1.     | Konrad Laimer      | 8          |
| 4.     | Amadou Haidara     | 7          |
| 5.     | David Raum         | 5          |
| 6.     | Christopher Nkunku | 4          |
| 6.     | Dominik Szoboszlai | 4          |
| 8.     | Willi Orbán        | 3          |
| 8.     | André Silva        | 3          |
| 10.    | Abdou Diallo       | 2          |
| 10.    | Emil Forsberg      | 2          |
| 10.    | Joško Gvardiol     | 2          |
| 10.    | Marcel Halstenberg | 2          |
| 10.    | Dani Olmo          | 2          |
| 10.    | Xaver Schlager     | 2          |
| 10.    | Mohamed Simakan    | 2          |
| 10.    | Timo Werner        | 2          |
| 18.    | Yussuf Poulsen     | 1          |
| 18.    | Alexander Sørloth  | 1          |
| Totaal | Totaal             | 68         |

| #      | Naam               | Kreeg voor de tweede keer geel en dus rood |
| ------ | ------------------ | ------------------------------------------ |
| 1.     | Dominik Szoboszlai | 1                                          |
| Totaal | Totaal             | 1                                          |

| #      | Naam               | Weggestuurd |
| ------ | ------------------ | ----------- |
| 1.     | Dominik Szoboszlai | 1           |
| Totaal | Totaal             | 1           |